# أو ها-نا
أو ها-نا (هانغل: 오하나) هي مبارزة بالسيف كورية جنوبية، ولدت في 8 يناير 1985 في مدينة سونغنام في كوريا الجنوبية.

## وصلات خارجية
- أو ها-نا على موقع الاتحاد الدولي للمبارزة (الإنجليزية)
- أو ها-نا على موقع أوليمبيديا (الإنجليزية)